# マルヱ醤油
マルヱ醤油株式会社（まるえしょうゆ）は、福岡県みやま市に本社を置く日本の調味料メーカーである。

## 概要
醤油、味噌などを製造・販売している。工場は福岡県みやま市（本社工場）と同県朝倉市（甘木工場）の2ヶ所。

## 沿革
- 1921年（大正10年） 福岡県三池郡高田町（現：みやま市）在住の有志により「江浦醤油醸造株式会社」を設立。
- 1945年（昭和20年） 株式会社三池銀行と合併し、社名を「三池食品工業株式会社」に変更。
- 1967年（昭和42年） 福岡県甘木市（現：朝倉市）に味噌専用工場を設立。
- 1971年（昭和46年） 本社工場内に新瓶詰工場と輸送センターを新設。
- 1972年（昭和47年） 経営の効率化・合理化・スピード化のための電算機（コンピュータ）導入。
- 1974年（昭和49年） 本社工場と甘木工場内に公害防止設備としての排水処理装置を設置。
- 2008年（平成20年） 三池食品工業株式会社（製造事業）とマルヱ醤油株式会社（販売事業）が合併し、三池食品工業を存続会社として新生「マルヱ醤油株式会社」が発足。

## 事業所
本社・みやま工場
福岡県みやま市高田町江浦町189
朝倉工場
福岡県朝倉市屋永西原4108
南筑後営業所
福岡県みやま市高田町江浦町144-4
福岡営業所
福岡県福岡市博多区金の隈3-8-4
筑豊営業所
福岡県田川市平松町3-45

## 主な商品

### 醤油
- 野菊
- すずらん
- うまくち
- さしみ
- 減塩
- 醤乃蔵
- 福岡県産丸大豆しょうゆ
- 九州産原料丸大豆しょうゆ
- かつお入りしょうゆ

### 味噌
- マルヱみそ（麦・米・あわせ）
- ふるさとの朝
- 赤だしみそ
- 味乃蔵

### その他調味料
- しょんしょん（なめ味噌）
- 漬けてんしゃい（浅漬けの素）
- つゆ
- 日田天領水つゆストレート
- 白だし
- ぽん酢
- 焼肉のたれ
- ドレッシング
- からし酢みそ
- 博多寄せ鍋スープ
- 博多もつ鍋スープ
- 博多水炊きスープ
- キムチ鍋スープ
- その他各種調味料